# Berberis lehmannii
Berberis lehmannii är en berberisväxtart som beskrevs av Georg Hans Emmo Emo Wolfgang Hieronymus. Berberis lehmannii ingår i släktet berberisar, och familjen berberisväxter. Inga underarter finns listade i Catalogue of Life.